# Recopa Catarinense 2020
In 2020 werd de tweede Recopa Catarinense tussen de kampioen van de staatscompetitie en de Copa Santa Catarina gespeeld. De competitie werd georganiseerd door de FCF. Figueirense werd de winnaar.  

## Deelnemers
| Club    | Stad          | Gekwalificeerd als                   | Deelnames |
| ------- | ------------- | ------------------------------------ | --------- |
| Avaí    | Florianópolis | Kampioen Campeonato Catarinense 2019 | 1ste      |
| Brusque | Brusque       | Kampioen Copa Santa Catarina 2019    | 2de       |

## Recopa
|                       |      |              |         |                                                                                   |
| 18 januari 2020 20:30 | Avaí | 0 – 2        | Brusque | Ressacada, Florianópolis Toeschouwers: 7753 Scheidsrechter: Diego da Costa Cidral |
| 18 januari 2020 20:30 |      | 43', 83' Edu |         | Ressacada, Florianópolis Toeschouwers: 7753 Scheidsrechter: Diego da Costa Cidral |

| Avaí | Brusque |

| Recopa Catarinense de 2020  |
| Florianópolis               |
| --------------------------- |
| BRUSQUE Kampioen (1° titel) |